# Alexandru Macedonski
Alexandru Macedonski (Bucareste, 14 de março de 1854 - Bucareste, 24 de novembro de 1929) foi um poeta, romancista, dramaturgo e crítico literário romeno.

## Carreira
Conhecido especialmente por ter promovido o francês Simbolismo em seu país natal e por liderar o movimento simbolista romeno durante suas primeiras décadas. Precursor da literatura modernista local, ele é o primeiro autor local a usar o verso livre e, segundo alguns, foi o primeiro na literatura europeia moderna. Dentro do enquadramento de Literatura romena, Macedonski é visto pelos críticos como perdendo apenas para o poeta nacional Mihai Eminescu; como líder de uma tendência cosmopolita e esteticista formada em torno de seu jornal Literatorul, ele se opunha diametralmente ao tradicionalismo introspectivo de Eminescu e sua escola.
Estreando como neoromântico na tradição valáquia, Macedonski passou pelo estágio realista - naturalista considerado "poesia social", enquanto adaptava progressivamente seu estilo ao simbolismo e ao parnasianismo, e tentava repetidamente, mas sem sucesso, impor-se no mundo francófono. Apesar de ter teorizado o "instrumentalismo", que reagiu contra as pautas tradicionais da poesia, manteve ao longo da vida uma ligação com o Neoclassicismo e seu ideal de pureza. A busca de Macedonski pela excelência encontrou sua principal expressão em seu tema recorrente de vida como uma peregrinação a Meca, notavelmente usado em seu aclamado pela crítica Nights. As fases estilísticas de sua carreira se refletem nas coleções Prima verba, Poezii e Excelsior, bem como no romance de fantasia Thalassa, Le Calvaire de feu. Na velhice, tornou-se autor de rondéis, que se destacam pela visão desprendida e serena da vida, em contraste com a combatividade anterior.
Paralelamente à sua carreira literária, Macedonski foi funcionário público, notavelmente servindo como prefeito em Budjak e na Dobruja do Norte durante o final da década de 1870. Como jornalista e militante, sua fidelidade oscilou entre a corrente liberal e o conservadorismo, envolvendo-se nas polêmicas e polêmicas da época. Da longa série de publicações que fundou, Literatorul foi a mais influente, notavelmente hospedando seus primeiros conflitos com a sociedade literária Junimea. Esses alvos de Vasile Alecsandrie especialmente Eminescu, seu contexto e tom se tornando a causa de uma grande rixa entre Macedonski e seu público. Essa situação se repetiu anos depois, quando Macedonski e sua revista Forța Morală começaram a fazer campanha contra o dramaturgo junimista Ion Luca Caragiale, a quem acusaram falsamente de plágio. Durante a Primeira Guerra Mundial, o poeta agravou seus críticos ao apoiar as Potências Centrais contra a aliança da Romênia com o lado da Entente. Sua biografia também foi marcada por um interesse duradouro pelo esoterismo, inúmeras tentativas de ser reconhecido como inventor e um entusiasmo pelo ciclismo.
Descendente de uma família política e aristocrática, o poeta era filho do general Alexandru Macedonski, que serviu como ministro da Defesa, e neto do rebelde de 1821 Dimitrie Macedonski. Seu filho Alexis e seu neto Soare eram pintores conhecidos.

## Obras
- Poesia:
  - Prima verba (1872);
  - Poesii (1882);
  - Excelsior (1895);
  - Flori sacre (1912);
  - Poema rondelurilor (1927)
- Prosa:
  - Dramă banală (1896);
  - Cartea de aur (1902);
  - Le calvaire de feu (1906);
  - Thalassa (1915);
  - Nuvele (a volume of collected short-stories) (1923)
- Peça de teatro:
  - Moartea lui Dante Alighieri (1916)